# ميشيل أنطوان
ميشيل أنطوان (بالفرنسية: Michel Antoine)‏ هو مؤرخ فرنسي، ولد في 28 سبتمبر 1925 في ساربروكن في ألمانيا، وتوفي في 20 فبراير 2015 في باريس في فرنسا.